# 訃報 1994年7月
訃報 1994年7月（ふほう 1994ねん7がつ）では、1994年（平成6年）7月中に物故した、又は物故が報じられた人物についてまとめる。

## （1日 - 15日）

アンドレス・エスコバル／7月2日没

金日成／7月8日没

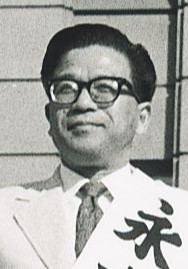
永末英一／7月10日没

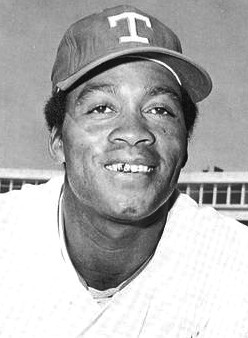
シーザー・トーバー／7月14日没

- 7月2日 - アンドレス・エスコバル、元サッカー選手（* 1967年）
- 7月4日 - 中山正嘉、元プロ野球選手（* 1917年）
- 7月8日 - 金日成、朝鮮民主主義人民共和国国家主席（* 1912年）
- 7月8日 - 須貝四郎、騎手 (* 1949年)
- 7月10日 - 永末英一、政治家、第6代民社党委員長（* 1918年）
- 7月11日 - ゲイリー・キルドール、デジタルリサーチ社創業者（* 1942年）
- 7月13日 - バッキー白片、バッキー白片とアロハ・ハワイアンズ（* 1912年）
- 7月14日 - 森部静武、ヴァイオリニスト（* 1906年）
- 7月14日 - 岡原昌男、第8代最高裁判所長官（* 1909年）
- 7月14日 - シーザー・トーバー、元プロ野球選手（* 1940年）

## （16日 - 31日）

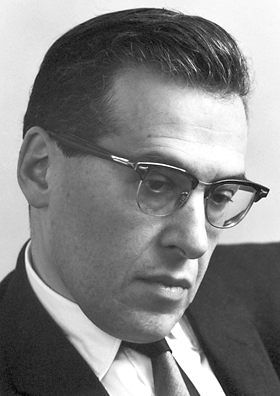
ジュリアン・シュウィンガー／7月16日没

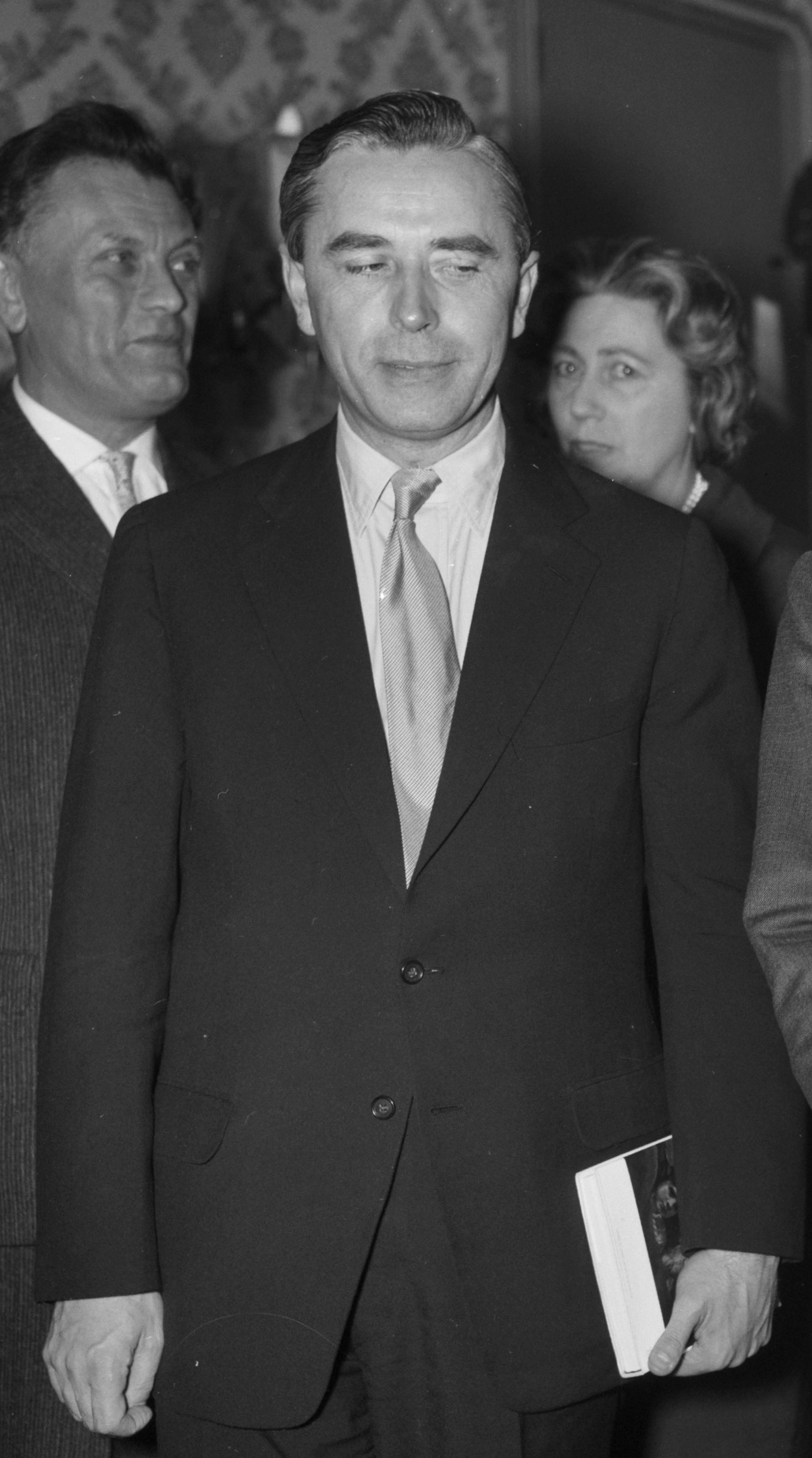
ルドルフ・フィルクスニー／7月19日没

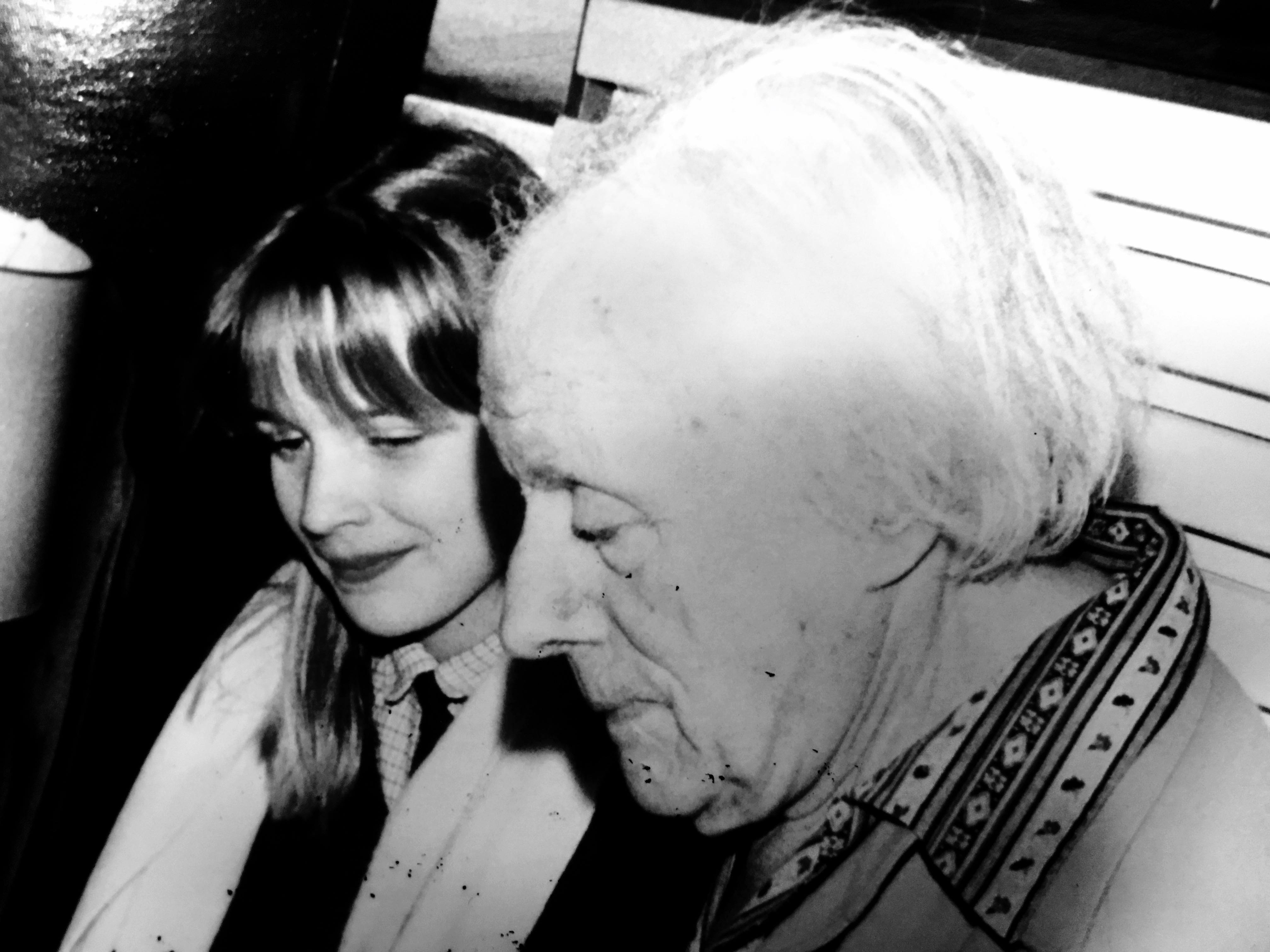
ポール・デルヴォー（手前）／7月20日没

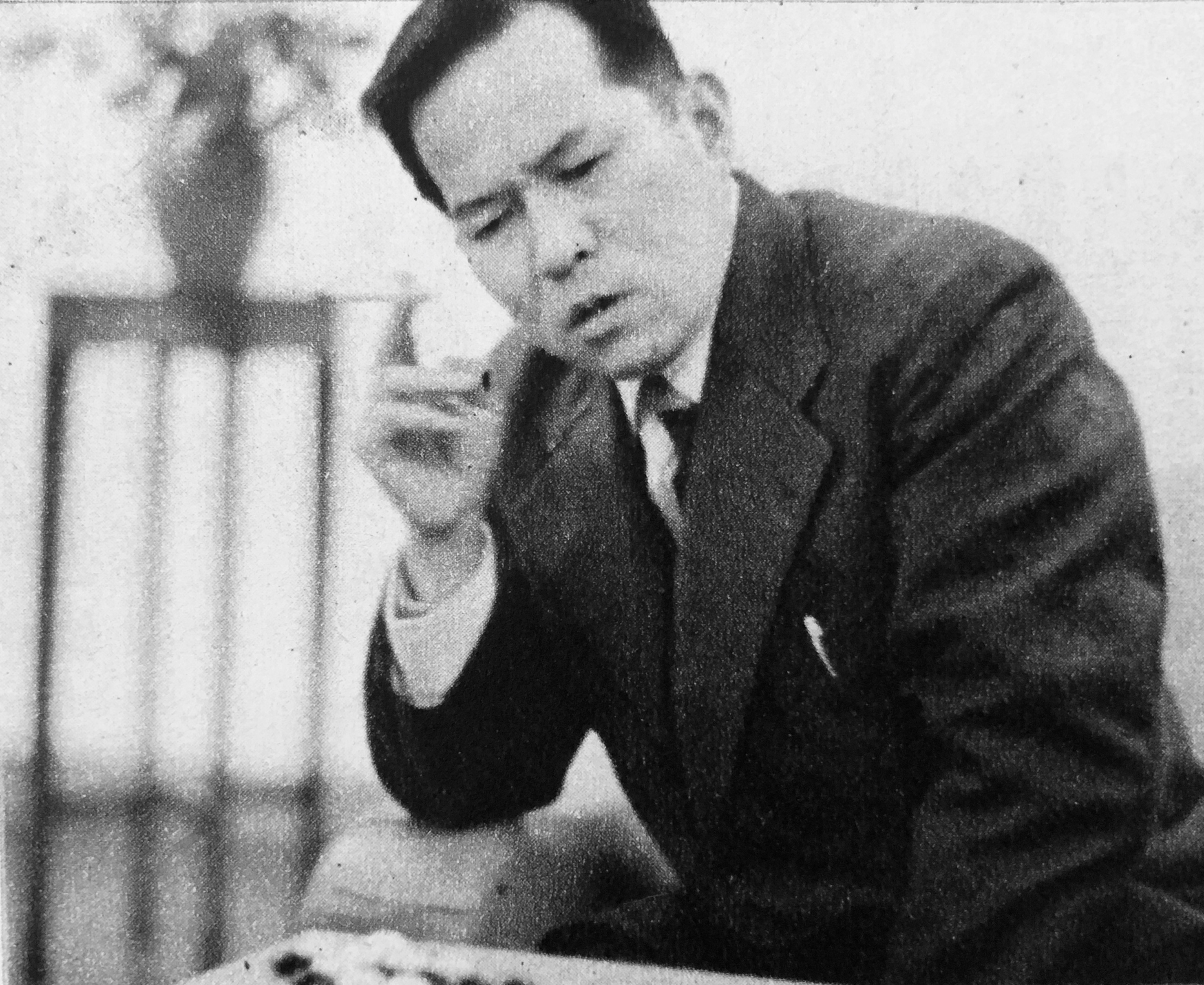
橋本宇太郎／7月24日没

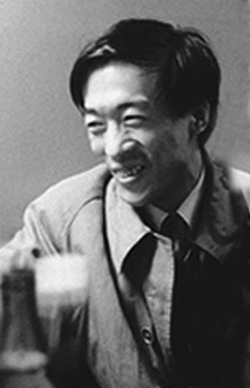
吉行淳之介／7月26日没

- 7月16日 - ジュリアン・シュウィンガー、理論物理学者 (* 1918年)
- 7月17日 - 塩田剛三、合気道家 (* 1915年)
- 7月19日 - 村田武雄、脚本家（* 1907年）
- 7月19日 - ルドルフ・フィルクスニー、ピアニスト・作曲家（* 1912年）
- 7月19日 - 松本英一、政治家、部落解放運動家（* 1921年）
- 7月19日 - 高木功、脚本家（* 1956年）
- 7月20日 - ポール・デルヴォー、画家（* 1897年）
- 7月24日 - 橋本宇太郎、囲碁棋士（* 1907年）
- 7月26日 - 大宜見小太郎、俳優（* 1919年）
- 7月26日 - 吉行淳之介、小説家（* 1924年）
- 7月29日 - 木田三千雄、俳優（* 1912年）